# 荒田八幡停留場
荒田八幡停留場（あらたはちまんていりゅうじょう）は、鹿児島県鹿児島市荒田一丁目にある鹿児島市電谷山線の停留場。使用する系統は鹿児島市電1系統のみである。

## 歴史
- 1912年（大正元年）12月1日：鹿児島電気軌道により設置される。
- 1928年（昭和3年）7月1日：鹿児島市電気局（現・鹿児島市交通局）に移管。

## 構造
- 2面2線の相対式ホーム。各のりばは電車が通過しない限りいつでも行き来できる。
- 両のりばに電車接近表示機及びアナウンスがある。
- 両のりばとも車椅子及び、電動車椅子はホーム幅が規定に足りないため不可。

### のりば
- 1系統 - 郡元、脇田、谷山方面
- 1系統 - 二中通、天文館、鹿児島駅前方面

## 利用状況
| 年度   | 1日平均 乗降人員 |
| ------ | ---------------- |
| 2011年 | 1,257            |
| 2012年 | 1,268            |
| 2013年 | 1,331            |
| 2014年 | 1,329            |
| 2015年 | 1,343            |

## 周辺
- 騎射場
- 荒田八幡宮
- ふく福 荒田本店
- 寿庵 荒田本店
- 鹿児島銀行 荒田八幡支店
- 鹿児島県知事公邸
- 米盛病院
- フレスポジャングルパーク・ニシムタ与次郎本店
- タイヨー 下荒田店

## バス路線
鹿児島交通と鹿児島市営バス、南国交通の荒田八幡バス停が利用可能である。
（下記は各系統の行先）

### 荒田八幡バス停
| 荒田八幡バス停（上り）−鹿児島県鹿児島市荒田一丁目   |                          |                        |            |
| 系統番号                                            | 経由地                   | 行先                   | 運行       |
| 1                                                   | 天文館・金生町           | 鹿児島駅前             | 鹿児島交通 |
| 2                                                   | 天文館・金生町           | 水族館前               | 鹿児島交通 |
| 2                                                   | 天文館・金生町           | 鹿児島駅前             | 鹿児島交通 |
| 4                                                   | 鹿児島中央駅・天文館     | 鹿児島駅前             | 鹿児島交通 |
| 5                                                   | 鹿児島中央駅・天文館     | 金生町                 | 鹿児島交通 |
| 6                                                   | 天文館                   | 金生町                 | 鹿児島交通 |
| 6-2                                                 | 天文館・金生町           | 市役所前               | 鹿児島交通 |
| 7                                                   | 天文館                   | 金生町                 | 鹿児島交通 |
| 8                                                   | 天文館                   | 金生町                 | 鹿児島交通 |
| 9                                                   | 天文館・金生町           | 市役所前               | 鹿児島交通 |
| 14                                                  | 天文館                   | 金生町                 | 鹿児島交通 |
| 15                                                  | 天文館・金生町           | 市役所前               | 鹿児島交通 |
| 15                                                  | 天文館・金生町           | 水族館前               | 鹿児島交通 |
| 15-3                                                | 天文館・金生町           | 市役所前               | 鹿児島交通 |
| 16                                                  | 大門口                   | 金生町                 | 鹿児島交通 |
| 16                                                  | 大門口                   | 鹿児島駅前             | 鹿児島交通 |
| 20-2                                                | 騎射場・県庁前           | 鴨池港                 | 鹿児島交通 |
| 23                                                  | 天文館・金生町           | 鹿児島駅前             | 鹿児島交通 |
| 28-2                                                | 騎射場・県庁前           | 鴨池港                 | 鹿児島交通 |
| 32                                                  | 新屋敷                   | 鹿児島中央駅           | 鹿児島交通 |
| 市28                                                | 騎射場・県庁前           | 鴨池港                 | 鹿児島市営 |
| 市29                                                | 騎射場・県庁前           | 鴨池港                 | 鹿児島市営 |
| N38                                                 | 騎射場・県庁前           | 鴨池港                 | 南国交通   |
| 種別                                                | 経由地                   | 行先                   | 運行       |
| 普通                                                | 鹿児島中央駅・天文館     | 金生町                 | 鹿児島交通 |
| 普通                                                | 大門口                   | 金生町                 | 鹿児島交通 |
| 荒田八幡バス停（下り）−鹿児島県鹿児島市下荒田三丁目 |                          |                        |            |
| 系統番号                                            | 経由地                   | 行先                   | 運行       |
| 1                                                   | 県庁前・平川             | 平川星和台             | 鹿児島交通 |
| 2                                                   | 騎射場・谷山駅前         | 動物園                 | 鹿児島交通 |
| 4                                                   | 騎射場・脇田             | イオン鹿児島           | 鹿児島交通 |
| 4                                                   | イオン鹿児島・坂之上     | 慈眼寺団地             | 鹿児島交通 |
| 5                                                   | 七ツ島                   | 七ツ島1丁目            | 鹿児島交通 |
| 5                                                   | 谷山港・七ツ島           | 七ツ島1丁目            | 鹿児島交通 |
| 6                                                   | 恵比須中央・慈眼寺公園前 | 慈眼寺団地             | 鹿児島交通 |
| 6                                                   | 生協病院前・慈眼寺公園前 | 慈眼寺団地             | 鹿児島交通 |
| 6-2                                                 | 新和田橋・慈眼寺公園前   | 慈眼寺団地             | 鹿児島交通 |
| 7                                                   | 坂之上・国際大学前       | 慈眼寺団地             | 鹿児島交通 |
| 8                                                   | 竹ノ迫・自由ヶ丘         | ふれあいスポーツランド | 鹿児島交通 |
| 8                                                   | 竹ノ迫・自由ヶ丘         | 中山団地中央           | 鹿児島交通 |
| 9                                                   | 騎射場・日之出町         | 紫原                   | 鹿児島交通 |
| 14                                                  | 騎射場・脇田             | 大学病院前             | 鹿児島交通 |
| 15                                                  | 市営プール前・郡元       | 紫原                   | 鹿児島交通 |
| 15                                                  | 市営プール前・郡元       | 西紫原中学校下         | 鹿児島交通 |
| 15                                                  | 市営プール前・郡元       | 西紫原中学校前         | 鹿児島交通 |
| 15-3                                                | 市営プール前・郡元       | 広木農協前             | 鹿児島交通 |
| 16                                                  | 騎射場・県庁前           | 鴨池港                 | 鹿児島交通 |
| 20-1                                                | 鹿児島中央駅・広木農協前 | 星ヶ峯ニュータウン     | 鹿児島交通 |
| 23                                                  | 騎射場・県庁前           | 鴨池港                 | 鹿児島交通 |
| 28-1                                                | 鹿児島中央駅・皇徳寺北口 | 皇徳寺郵便局前         | 鹿児島交通 |
| 32                                                  | 騎射場・県庁前           | 鴨池港                 | 鹿児島交通 |
| 市28                                                | 千石馬場・下伊敷         | 伊敷団地               | 鹿児島市営 |
| 市29                                                | 千石馬場・下伊敷         | 交通局北営業所前       | 鹿児島市営 |
| N38                                                 | 中之平・鹿児島高校前     | 明和                   | 南国交通   |
| 種別                                                | 経由地                   | 行先                   | 運行       |
| 普通                                                | 谷山駅前                 | 伊作                   | 鹿児島交通 |
| 普通                                                | 谷山駅前・川辺高校       | 枕崎                   | 鹿児島交通 |
| 普通                                                | 谷山駅前・平川           | 特攻観音入口           | 鹿児島交通 |
| 普通                                                | 谷山駅前・平川           | 山川桟橋               | 鹿児島交通 |

## 隣の停留場
鹿児島市交通局
鹿児島市電1系統
二中通停留場 - 荒田八幡停留場 - 騎射場停留場